# Ryan FR-1 Fireball
El Ryan FR-1 Fireball fue un cazabombardero embarcado fabricado por la compañía estadounidense Ryan Aeronautical Company como respuesta a una especificación realizada en 1942 por la Armada de los Estados Unidos. Estaba propulsado con una inusual combinación mixta de dos motores, uno radial en la parte frontal y un turborreactor en la trasera, convirtiéndose en el primer avión con un motor a reacción que forma parte de dicha Armada. Sirvió de base para el Ryan XF2R Dark Shark, que no pasó de la fase de prototipo.

## Diseño y desarrollo

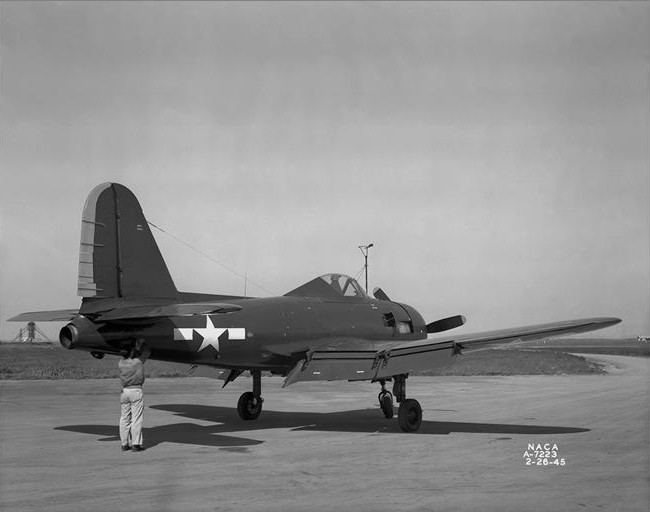
Ryan FR-1 de la NACA en el Ames Research Center (Moffet Field, California, 1945).

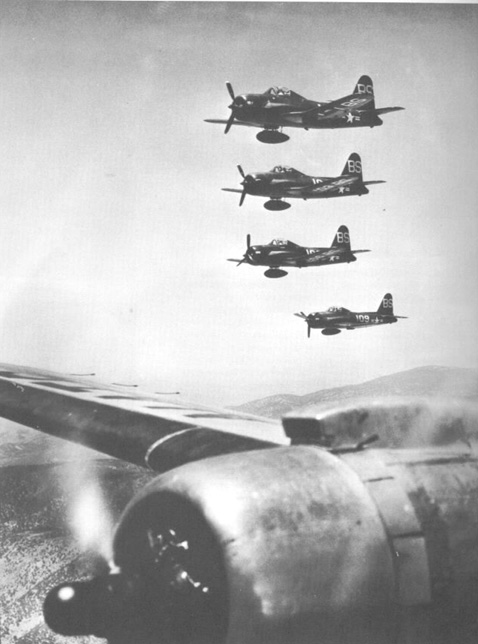
Varios FR-1 Fireball volando en formación con los motores de pistón apagados fotografiados desde un C-47 Skytrain.

En 1942 la Armada de los Estados Unidos emitió una inusual especificación para un cazabombardero embarcado que estuviese propulsado por uno de los nuevos motores a turborreacción en la sección de cola. y por un motor convencional de hélice en el frontal. El segundo debía ser la planta motriz encargada de los aterrizajes y vuelos de crucero a larga distancia, o bien el complemento del turborreactor en el vuelo a alta velocidad.
El diseño comenzó en 1943 sobre la base de una propuesta del Almirante John S. McCain, interesado en un aparato con potencia de combate, pero debido a que los primeros motores de reacción eran poco potentes y brindaban poca aceleración, se consideró inseguro y no apto para el despegue y aterrizaje desde portaaviones. El ingeniero aeronáutico de la compañía Ryan Aeronautical Company, Benjamin Tyler Salmon, tuvo la tarea de diseñar un avión para cumplir con estos criterios. Su solución fue un diseño compuesto que permitió un vuelo convencional a pistones, al que se le sumó un turborreactor para altas velocidades.
La propuesta de diseño de la compañía Ryan fue elegida como la más realista, obteniendo un contrato por tres prototipos Ryan XFR-1 y 100 aviones de producción FR-1, bautizados más tarde como Fireball. El primero de los prototipos realizó su primer vuelo el 25 de junio de 1944 sin el turborreactor, y el vuelo inaugural con ambos motores operativos tuvo lugar al mes siguiente. Las entregas de los FR-1 de serie comenzaron en marzo de 1945, pasando a equipar inicialmente al escuadrón VF-66 de la Armada estadounidense.
Por entonces, Ryan había recibido contratos por un total de 1.300 aviones de serie. Sin embargo, las cancelaciones que siguieron a la derrota japonesa limitaron la producción total a solo 66 aviones FR-1, de los que ninguno llegó a intervenir en la Segunda Guerra Mundial. Estos aparatos fueron intensamente utilizados tras las hostilidades en evaluaciones a bordo de portaaviones.
El Fireball fue el primer avión de Estados Unidos a reacción a bordo de un buque: el portaaviones de escolta USS Wake Island, el 6 de noviembre de 1945, hasta ser puestos fuera de servicio a finales de 1947. Los pilotos de la Armada consideraban que Fireball era un nombre singularmente mal elegido, dado sus connotaciones negativas, ya que en inglés significa «Bola de fuego».
Bajo la designación XFR2-1, uno de los FR-1 renombrado "Dark Shark" fue convertido en bancada volante de pruebas para el motor turbohélice General Electric XT31-GE-2, una variante militar del General Electric TG-100 de 1700 CV, y con un turborreactor General Electric J31-2 de 762 kg de empuje. La primera planta motriz fue en realidad el primer turbohélice diseñado, construido y puesto en vuelo en Estados Unidos, inicialmente el 21 de diciembre de 1945 en un Consolidated Vultee XP-81. Este motor voló por primera vez en el XF2R-1 en noviembre de 1946 y durante el dilatado programa de ensayos de vuelo, el avión alcanzó una velocidad máxima de en torno a los 805 km/h con ambos motores en funcionamiento. Fue utilizado por Al Conover para establecer un nuevo récord mundial de altitud de los aviones de turbohélice de 11.900 m (39.160 pies) el 2 de mayo de 1947.
No se construyeron prototipos del siguiente proyecto, la variante FR-3, en el que se utilizó un turborreactor General Electric I-20 . El más rápido fue el Fireball XFR-4, que tenía un turborreactor Westinghouse J34 y fue alrededor de 100 mph más rápido que el FR-1.

## Operadores
Estados Unidos
- Armada de los Estados Unidos: un único escuadrón de la Armada de los Estados Unidos operó los FR-1 Fireball, cambiando de nombre en varias ocasiones:
  - VF-66 (mayo de 1945 - octubre de 1945)
  - VF-41 (octubre de 1945 - noviembre de 1946)
  - VF-1E (noviembre de 1946 - mediados de 1947)
  - VRF-32

## Especificaciones (FR-1 Fireball)

### Características generales
- Tripulación: 1
- Longitud: 12,29 m
- Envergadura: 9,86 m
- Altura: 4,15 m
- Superficie alar: 25,55 m²
- Peso vacío: 3.590 kg
- Peso cargado: 4.806 kg
- Planta motriz:
  - 1× turborreactor General Electric J31-GE-3.
    - Empuje normal: 1600 lbf 7,1 kN de empuje.

  - 1× radial Wright R-1820-72 Cyclone.
    - Potencia: 1.425 CV 1.060 kW cada uno.

### Rendimiento
- Velocidad máxima operativa (Vno): 686 km/h a 5.500 m
- Velocidad crucero (Vc): 246 km/h (solo con el motor radial)
- Alcance: 2.100 km 1.300 mi
- Techo de vuelo: 13.137 m 43.100 pies
- Régimen de ascenso: 24,4 m/s 80 pies/s

### Armamento
- Armas de proyectiles: 4× ametralladoras Browning M2 de 12,7 mm
- Bombas: 450 kg
- Cohetes: 8 de 127 mm bajo las alas

## Supervivientes
Un  FR-1 Fireball sobrevive en la actualidad en el Museo de la Fama en Chino, California, y está en proceso de restauración. Otro estaba en el Museo del Aire y del Espacio de San Diego, pero fue destruido en un incendio en la década de 1960. Otro ejemplar podría estar en un depósito del Instituto Smithsoniano.

### Desarrollos relacionados
- Ryan XF2R Dark Shark

### Aeronaves similares
- Curtiss XF15C
- Caproni Campini Ca.183bis
- Mikoyan-Gurevich I-250
- Sukhoi Su-5

### Secuencias de designación
- Secuencia F_R (Cazas de la Armada estadounidense, 1922-1962 (Ryan, 1948-1962)): FR - F2R - F3R

### Listas relacionadas
- Anexo:Aeronaves militares de los Estados Unidos (navales)